# Naturschutzgebiet Eggekamm
Koordinaten: 51° 45′ 26″ N, 8° 59′ 7″ O

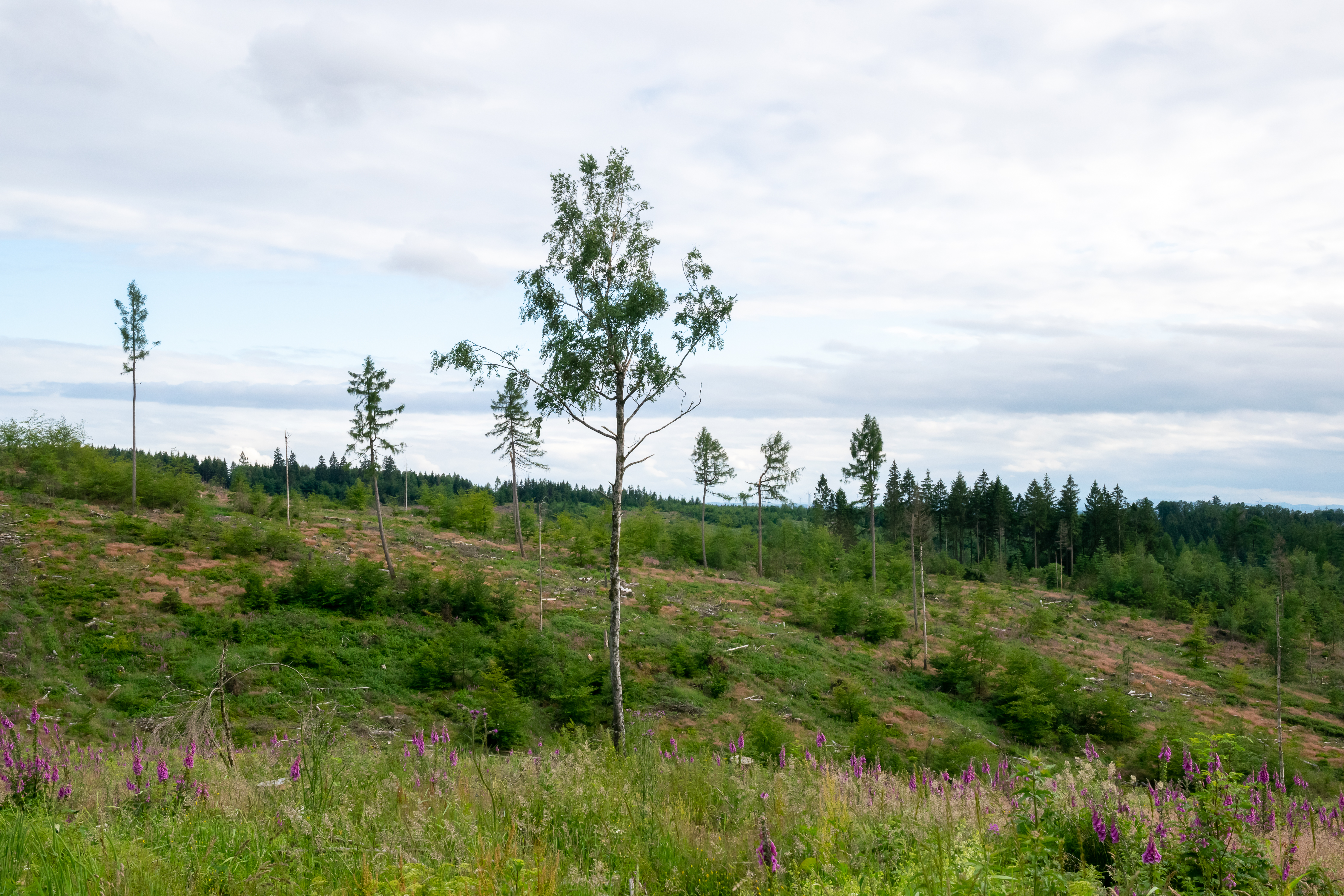
Naturschutzgebiet Eggekamm (Juli 2021)

Das Naturschutzgebiet Eggekamm liegt auf dem Gebiet der Gemeinde Altenbeken im Kreis Paderborn in Nordrhein-Westfalen. Das Gebiet erstreckt sich östlich und südöstlich des Kernortes Altenbeken.

## Bedeutung
Das etwa 1968 ha große Gebiet wurde im Jahr 2021 unter der Schlüsselnummer PB-081 unter Naturschutz gestellt.